# Швейцер, Владимир Захарович
Влади́мир Заха́рович Шве́йцер (25 февраля 1889 год, Баку — 27 февраля 1971 год, Москва) — советский киносценарист, театральный деятель. Также выступал под псевдонимами. Заслуженный деятель искусств Азербайджанской ССР.

## Биография
Родился в Баку в еврейской семье, переехавшей из Подольской губернии (ныне — Украина). Детские годы провёл в Одессе, учился в прогимназии Лаврова в Баку, затем в техническом училище. Занимался литературной работой, журналистикой, сотрудничал с руководимой И. Джугашвили Бакинской большевистской организацией, для которой сочинял агитационные материалы.
В 1907 году вынужденно бежал из Баку в Екатеринбург, где с фальшивыми документами на фамилию Нижерадзе провёл четыре года, работая репортёром в газете «Уральская жизнь». Затем перебрался в Москву, где сотрудничал с журналом «Рампа и жизнь». С 1915 года начал писать сценарии для кино. Автор фельетонов, рассказов и юморесок, публиковался в газетах и журналах Баку, Екатеринбурга, Москвы, Одессы, Ростова-на-Дону, Ташкента, Харькова. В Москве получил предложение о сотрудничестве с театром Н. Ф. Балиева «Летучая мышь» и стал заведующим его литературной части.
В 1920 году, оказавшись в Баку с небольшой частью бывшей труппы «Летучей мыши», взял на себя обязанности главного режиссёра вновь образованного Государственного свободного сатир-агиттеатра. В 1923 году с преобразованием театра в Бакинский рабочий театр драмы стал и его художественным руководителем. С 1926 года одновременно стал основателем и художественным руководителем Тифлисского Рабочего театра, некоторое время именовавшейся Тбилисским Красным театром Пролеткульта, а затем получившего имя Тбилисского русского драматического театра имени А. С. Грибоедова.
В 1929 году, оказавшись в Москве, заведовал сценарным отделом киностудии «Межрабпомфильм». Впоследствии был главным редактором «Союздетфильма». В период Великой Отечественной войны работал в Баку, а также в Ташкенте, куда была эвакуирована студия «Союздетфильм».
Страстность, кипевшая в этой натуре, была умело приручена. В каждом его неспешном движении — барственная ленца созерцателя. Но этот всегдашний покой обманчив — если присмотришься повнимательней, откроешь вечную неутолённость.
В 1941 году в Баку, снова возглавил Азербайджанский государственный Краснознамённый театр русской драмы, в дальнейшем именовавшимся Азербайджанским русским драматическим театром имени Самеда Вургуна c 1956 года и оставался его руководителем в течение последующих 15 лет. Оставил пост руководителя театра, ввиду прогрессирующего тяжёлого заболевания.
Автор пьес и воспоминаний о деятелях кино, театра и литературы. Член Союза писателей СССР.
Скончался в Москве в ходе очередного курса лечения от тяжёлой продолжительной болезни.
Похоронен в колумбарии № 18 Нового Донского кладбища в Москве.

### Семья
- Отец — Захар Владимирович Швейцер (1859—1930)[11]; мать — Розалия Григорьевна Швейцер (1865—1943)[12].
- Жена — Наталия Николаевна Снежина, актриса театра и немого кино,
- Сестра — Полина Захаровна Швейцер[13]. Брат — Ефим Захарович Швейцер (1884—1962)[14].

## Фильмография
Сценарист
- 1930 — Праздник святого Иоргена
- 1934 — Марионетки (совместно с Я. Протазановым)
- 1934 — Настенька Устинова (совместно с К. Эггертом)
- 1934 — Настоящий парень (короткометражный)
- 1936 — Бесприданница (по пьесе А. Островского)
- 1939 — Василиса Прекрасная (совместно с Г. Владычиной и О. Нечаевой)
- 1941 — Конёк-Горбунок (по сказке П. Ершова)
- 1944 — Кащей Бессмертный (совместно с А. Роу)
- 1947 — Анаит (по армянской легенде)
- 1951 — Пржевальский (совместно с А. Спешневым)
- 1954 — Сёстры Рахмановы (научно-популярный фильм)
- 1969 — Дом на шоссе Энтузиастов (документальный)

Актёр
- 1961 — Наша улица / Bizim Küçə — эпизод

## Избранная библиография
- Пессимист. Танцовщица из Брюсселя // представление в 1 д. // Театр и искусство : журнал. — Петроград, 1914. — С. 14.
- Пессимист. Гоголевское // фельетоны. — Л.: Красная газета, 1927. — 40 с. — (Библиотека журнала Бегемот, № 82).
- Пессимист. Россия в бегах // Фельетоны. — Тифлис: Заккнига, 1928. — 102 с.;
- Маленькая война // пьеса в 4 д., 10 карт. — М.: Искусство, 1939. — 132 с.
- совместно с Спешневым А. В. Пржевальский // киносценарий. — М.: Госкиноиздат, 1952. — 75 с. — (Библиотека кинодраматургии).
- Мастер // Яков Протазанов // Сборник статей и материалов / Сост.: М. Н. Алейников. — 2-е изд., перераб. и доп. — М.: Искусство, 1957. — 414 с.;
- Этюды к портретам // Москва : журнал. — 1964. — № 2. — С. 183—187.;
- Диалог с прошлым // Воспоминания. Этюды. — М., 1966. — 166 с..

## Награды и звания
- орден Знак Почёта (1946)[5];
- заслуженный деятель искусств Азербайджанской ССР (1947)[5];
- почётная грамота Азербайджанской ССР — за организацию Бакинского Рабочего театра[5].

## Комментарии
1. ↑  Созданный постановлением Наркомпросса Государственный свободный сатир-агиттеатр был сформирован из остатков труппы «Летучая мышь» и части коллектива расформированного театра «Момус»[8].